# Tout le monde joue
 (mai 2020).
Si vous disposez d'ouvrages ou d'articles de référence ou si vous connaissez des sites web de qualité traitant du thème abordé ici, merci de compléter l'article en donnant les références utiles à sa vérifiabilité et en les liant à la section « Notes et références ».
Tout le monde joue est un jeu télévisé français animé par Nagui et Michel Cymès, diffusé sur France 2 en prime-time et en direct. Le premier numéro a été diffusé le 21 avril 2015 avec pour thème la mémoire, le deuxième a été diffusé le 17 novembre 2015 avec pour thème le cerveau. 
Nagui a annoncé, avant que soit annoncé le deuxième numéro sur le cerveau, un numéro sur l'Histoire avec Stéphane Bern. Ce troisième numéro est diffusé le 1er mars 2016. Le quatrième numéro sur la France est diffusé le 27 septembre 2016 tandis qu'un cinquième numéro sur les animaux est diffusé le 13 décembre 2016 avec l'humoriste Laurent Baffie qui succède à Cymes et Bern. Le titre de l'émission est une référence au jeu quotidien Tout le monde veut prendre sa place qu'anime Nagui tous les midis[réf. nécessaire].

## Animateurs
Le jeu est animé par Nagui, animateur de jeux-télé et d'émissions musicales qui présente l'émission et apporte quelques touches d'humour, ainsi que par un co-animateur qui apporte des explications et également des touches d'humour, les deux animateurs s'envoyant des piques humoristiques. Michel Cymes, médecin et animateur d'émissions sur la médecine et la santé a été co-animateur pour les deux premiers numéros sur la Mémoire et le Cerveau, Stéphane Bern a pris le relais pour le troisième et quatrième numéro sur l'Histoire et la France. Laurent Baffie devient co-animateur avec le numéro sur les animaux. Bruno Guillon co-anime le huitième numéro sur le code de la route ainsi que le onzième, consacré à la musique. Le neuvième numéro, sur la loi, est co-présenté par Caroline Vigneaux, ancienne avocate devenue humoriste.

## Liste des émissions

### Tout le monde joue avec la mémoire (21 avril 2015)

#### Déroulement
Six célébrités répondent à des questions faisant utiliser la mémoire. Ces questions portent sur des images, des extraits vidéos ou des séquences auditives dont il faut retenir certains éléments. 
L'émission est divisée en quatre manches, chacune correspondant à un type de mémoire défini et faisant l'objet de vingt questions. 
Les téléspectateurs ainsi que le public peuvent jouer également au travers d'une application gratuite pour smartphone ou tablette, ou simplement avec du papier et un crayon. L'application permet de faire des statistiques sur quelle catégorie de personnes a la meilleure mémoire en fonction du sexe, de l'âge ou de la région.

#### Manches
Chaque manche est introduite par un sujet explicatif du neurologue Bernard Croisile sur le type de mémoire qui va être testé, la région du cerveau utilisée et le fonctionnement de cette mémoire. Viennent ensuite vingt questions, le nombre de bonnes réponses donnant une note sur vingt.
- 1re manche : la mémoire visuo-spatiale : retenir ce que l'on voit
  - Participants : les Fills Monkey, musiciens humoristiques.
- 2e manche : la mémoire auditive : retenir ce que l'on entend
  - Participant : Marc-Antoine Le Bret, imitateur, notamment dans Touche pas à mon poste !, Les Pieds dans le plat et Les Guignols de l'info.
- 3e manche : la mémoire des mots : retenir des mots
- 4e manche : la mémoire du vécu : retenir des situations vécues

#### Invités
- Christian Constant, chef cuisinier
- Isabelle Gélinas, comédienne
- Teddy Riner, judoka
- Léa Salamé, journaliste politique
- Bruno Solo, comédien
- Luce, chanteuse

### Tout le monde joue avec le cerveau (17 novembre 2015)
L'émission se déroulant cinq jours après les terribles attentats à Paris, Nagui a lancé une minute d'applaudissements pour rendre hommage aux victimes et symboliser la lutte pour la paix.

#### Déroulement
Six célébrités répondent à des questions sur les capacités du cerveau et de ses qualités insoupçonnées. 
L'émission est divisée en quatre manches, chacune correspondant à un type de raisonnement défini et faisant l'objet de vingt questions. 
Les téléspectateurs ainsi que le public peuvent jouer également au travers d'une application gratuite pour smartphone ou tablette, ou simplement avec du papier et un crayon. L'application permet de faire des statistiques sur quelle catégorie de personnes a la meilleure mémoire en fonction du sexe, de l'âge ou de la région.

#### Manches
Chaque manche est précédée d'un court extrait explicatif accompagné de commentaires de plusieurs scientifiques.
- 1re manche : le raisonnement visuel : Comment le cerveau traite les informations que l’on voit ?
- 2e manche : le raisonnement verbal : Comment le cerveau donne du sens à ce qui nous entoure ?
- 3e manche : le raisonnement spatial : Comment le cerveau traite les informations que l’on perçoit dans l’espace ?
  - Participante : Margot Bidas Matrat, contorsionniste.
- 4e manche : le raisonnement numérique : Comment le cerveau parvient à compter et dénombrer ?
  - Participants : Manoël Mathis et Antoine Jacot, jongleurs.

#### Invités
- Lucie Décosse, judokate championne d'Europe et du Monde
- Philippe Geluck, humoriste et dessinateur de la bande-dessinée Le Chat (bande dessinée)
- Lara Fabian, chanteuse
- Anthony Kavanagh, humoriste
- Charline Vanhoenacker, humoriste et animatrice radio
- Patrick Cohen, journaliste radio et chroniqueur TV

### Tout le monde joue avec l'Histoire (1ermars 2016)
C'est Stéphane Bern, animateur spécialiste de l'Histoire qui rejoint Nagui pour cette émission. Le thème du jeu n'est pas forcément l'Histoire que l'on apprend à l'école mais les "petites histoires" qui ont fait la "grande Histoire", des anecdotes insolites en rapport avec l'Histoire sur laquelle tout le monde, bon ou mauvais sur le sujet, peut jouer.

#### Déroulement
Six célébrités répondent à des questions sur l'Histoire. 
L'émission est divisée en quatre manches, chacune correspondant à une période de l'Histoire et faisant l'objet de quatorze questions. Chaque question vaut un point sauf les deux dernières questions de chaque manche qui elles valent quatre points.
Chaque manche est introduite par un court exposé explicatif sur la période historique correspondante, narré avec en voix-off Leïla Kaddour-Boudadi et en commentaire l'historien et professeur Fabrice d'Almeida.
Les téléspectateurs ainsi que le public peuvent jouer également au travers d'une application gratuite pour smartphone ou tablette, ou simplement avec du papier et un crayon. L'application permet de faire des statistiques sur quelle catégorie de personnes a le mieux répondu en fonction du sexe, de l'âge ou de la région.

#### Manches
- 1re manche : l'Antiquité : (de l’écriture à la chute de l’Empire Romain en 476)
- 2e manche : le Moyen-Âge : (de 476 à la découverte de l’Amérique en 1492)
  - Participants : la troupe de la comédie musicale Le Roi Arthur avec Florent Mothe, Camille Lou et plusieurs figurants.
- 3e manche : l'époque moderne : (de 1492 à la Révolution Française en 1789)
  - Participants : quatre musiciens du projet Vedado Musica jouant avec des instruments typiques de la Renaissance.
- 4e manche : l'époque contemporaine : (de 1789 à la Ve République)
  - Participants : Chorales des Petits chanteurs d'Asnières et des Petits écoliers chantants de  Bondy

#### Invités
Six invités du monde de la télévision, du sport, de la littérature et de la comédie sont présents et évaluent leurs connaissances.
- Claire Chazal, présentatrice de journal télévisé pendant 25 ans sur TF1 et animatrice sur France 5
- Marion Bartoli, tenniswoman (vainqueur de Wimbledon en 2013)
- Amelle Chahbi, humoriste
- Yann Queffélec, écrivain
- Guillaume Gallienne, comédien membre de la Comédie Française
- Mathieu Madénian, humoriste et ancien avocat.

### Tout le monde joue avec la France (27 septembre 2016)

#### Déroulement
Six célébrités répondent à des questions sur la France.
Les téléspectateurs ainsi que le public peuvent jouer également au travers d'une application gratuite pour smartphone ou tablette, ou simplement avec du papier et un crayon. L'application permet de faire des statistiques sur quelle catégorie de personnes a le mieux répondu en fonction du sexe, de l'âge ou de la région.

#### Manches
- 1re manche : Sacrés Français
  - Participants : Slimane
- 2e manche : Cocorico !
  - Participants : des danseurs
- 3e manche : Carte de France 
  - Participants : des Miss France, des miss régionales et Jean-Pierre Foucault (en duplex)
- 4e manche : A table !

#### Invités
- Sylvie Tellier, Miss France 2002 et directrice générale de la société Miss France
- Barbara Schulz, actrice
- Marion Game, actrice
- Yves Camdeborde, chef cuisinier
- Noom Diawara, acteur et humoriste
- Jean-Michel Aphatie, journaliste politique

### Tout le monde joue: Quel animal êtes-vous? (13 décembre 2016)

#### Déroulement
Lancée par le journal Le Parisien et reprise par plusieurs sites média, une annonce mi-novembre dévoile qu'un nouveau numéro de "Tout le monde joue" est prévu pour décembre 2016 et portera sur le thème des animaux. Le co-animateur de Nagui est l'humoriste Laurent Baffie, qui a une grande admiration et passion pour les animaux.
Ce numéro est différent des précédents dans la forme, il s'agit là d'une sorte de psychotest tel que l'on peut en retrouver dans les magazines, avec des questions dont les réponses est un trait de caractère correspondant à un animal, agrémentées par les explications de Laurent Baffie. Après chaque manche, le dessinateur de bandes-dessinées Jul réalise des caricatures humoristiques sur les invités.
Chaque manche est introduite par un court exposé explicatif sur la période historique correspondante, narré avec en voix-off Leïla Kaddour-Boudadi et en commentaire la vétérinaire et professeur Marie-Claude Bomsel.

#### Manches
- 1re manche : En famille
- 2e manche : A table
- 3e manche : Au travail
- 4e manche : En amour

#### Invités
- Marlène Jobert, actrice et auteur de contes pour enfants
- Marianne James, auteur-compositrice-interprète, animatrice
- Virginie Hocq, actrice et humoriste
- Philippe Lelièvre, acteur
- Michel Boujenah, acteur et humoriste
- Camille Lacourt, champion de natation

### Tout le monde joue avec ses émotions (28 février 2017)

#### Manches
- 1re manche : Identifier
  - Participantes : Camille Berthollet et Julie Berthollet, violonistes
- 2e manche : Comprendre
- 3e manche : Maîtriser
  - Participants : Caroline, Hugues et Romain de la Ligue d'improvisation

#### Invités
- Caroline Vigneaux : humoriste
- Wendy Bouchard : animatrice télé
- Clémentine Célarié : actrice
- Bruce Toussaint : animateur télé
- Philippe Besson : écrivain
- Philippe Croizon : athlète

### Tout le monde joue avec le corps humain (28 mars 2017)

#### Manches
- 1re manche : Nourrir
- 2e manche : Entretenir
- 3e manche : Protéger

#### Invités
- Marine Lorphelin, Miss France 2013
- Julie Depardieu, actrice
- Julie Zenatti, chanteuse
- Isabelle Mergault, actrice et réalisatrice
- Vanessa Guide, actrice
- Leïla Kaddour-Boudadi, présentatrice de journaux télévisés

### Tout le monde joue avec le code de la route (23 mai 2017)

#### Invités
- Corinne Touzet, actrice
- Isabelle Vitari, actrice
- Ariane Brodier, actrice et présentatrice
- Tom Villa, acteur
- Arnaud Gidoin, acteur
- Hubert Auriol, pilote auto et moto, triple vainqueur du Paris-Dakar

### Tout le monde joue avec la loi (20 juin 2017)
Présenté par Nagui et Caroline Vigneaux

#### Invités
- Valérie Bègue, Miss France 2008
- Sophie Davant, animatrice télé
- Maïtena Biraben, animatrice télé
- Vincent Lagaf', animateur télé
- Pierre-François Martin-Laval, acteur et réalisateur
- Maurice Barthélemy, acteur et réalisateur

### Tout le monde joue avec la mémoire (17 octobre 2017)

#### Invités
- Marilou Berry, actrice
- Anne-Elisabeth Lemoine, présentatrice télé
- Audrey Dana, actrice
- Salvatore Adamo, chanteur
- Jean-Luc Lemoine, chroniqueur télé, humoriste
- Arnaud Ducret, acteur, humoriste

Classement
- 1er : Jean-Luc Lemoine avec 18,7/20
- 2e : Audrey Dana et Anne-Elisabeth Lemoine avec 17,3/20
- 4e : Marilou Berry avec 17/20
- 5e : Arnaud Ducret avec 15,3/20
- 6e : Salvatore Adamo avec 14/20

### Tout le monde joue avec la musique (23 janvier 2018)

#### Déroulement
L'émission est présentée par Nagui et Bruno Guillon

#### Invités
- Amandine Bourgeois, chanteuse
- Daphné Bürki, animatrice télé
- Élodie Gossuin, Miss France 2001
- Elisa Tovati, chanteuse
- André Manoukian, auteur-compositeur
- Olivier Baroux, acteur et réalisateur

### Tout le monde joue avec la langue française (20 mars 2018)

#### Déroulement
L'émission est présentée par Nagui et Stéphane Bern. Interventions de Stéphane de Groodt, Bernard Pivot et Oldelaf.

#### Invités
- Anne Charrier, actrice
- Anaïs Croze, chanteuse
- Camille Chamoux, actrice
- Christophe Dechavanne, animateur télé
- Eric-Emmanuel Schmitt, écrivain
- Didier Bourdon, acteur et réalisateur

### Tout le monde joue avec le football (29 mai 2018)

#### Déroulement
L'émission est présentée par Nagui et Anne-Laure Bonnet

#### Invités
- Malika Ménard, Miss France 2010
- Charlotte Gabris, actrice
- Alice David, actrice
- François Vincentelli, acteur
- Daniel Bravo, footballeur
- Jean-François Piège, chef cuisinier

### Tout le monde joue au docteur (22 janvier 2019)

#### Déroulement
L'émission est présentée par Nagui et Michel Cymès

#### Invités
- Michèle Bernier, actrice
- Isabelle Carré, actrice
- Claudia Tagbo, actrice, humoriste
- Artus, humoriste
- Patrick Bosso, humoriste
- Thierry Lhermitte, acteur

### Tout le monde joue au vétérinaire (30 avril 2019)

#### Déroulement
L'émission est présentée par Nagui et le docteur Kupfer

#### Invités
- Camille Cerf, Miss France 2015
- Delphine Wespiser, Miss France 2012
- Valérie Damidot, présentatrice télé
- Bruno Solo, acteur
- Guillermo Guiz, humoriste
- Daniel Russo, acteur

### Tout le monde joue - Avec le brevet (28 mai 2019)

#### Déroulement
L'émission est présentée par Nagui et Stéphane Bern

#### Invités
- Isabelle Vitari, actrice
- Julie Ferrier, actrice
- Leïla Kaddour, journaliste, animatrice télé
- Jonathan Lambert, acteur
- Riad Sattouf, réalisateur
- Loïck Peyron, navigateur

Avec la participation de David Lowe, Sébastien Martinez, ...

### Tout le monde joue au docteur (25 juin 2019)

#### Déroulement
L'émission est présentée par Nagui et Michel Cymès

#### Invités
- Willy Rovelli, acteur, humoriste
- Waly Dia, acteur, humoriste
- Joyce Jonathan, chanteuse
- Maëva Coucke, Miss France 2018
- Chantal Ladesou, actrice, humoriste
- Philippe Lelièvre, acteur

### Tout le monde joue avec l'Histoire (8 octobre 2019)

#### Déroulement
L'émission est présentée par Nagui et Stéphane Bern

#### Invités
- Anne Roumanoff, humoriste
- Sonia Rolland, Miss France 2000 et comédienne
- Bruno Solo, comédien
- Jean-Luc Lemoine, humoriste, chroniqueur et animateur de télévision
- Cyril Féraud, animateur de télévision
- André Manoukian, musicien

### Tout le monde joue avec la France (9 juin 2020)
L'émission est présentée par Nagui et Stéphane Bern.

### Tout le monde joue avec la cuisine (22 septembre 2020)
L'émission est présentée par Nagui et Christophe Michalak.
Six invités sont présents en plateau pour répondre aux questions de la soirée : Tarek Boudali, Donel Jack'sman, Vanessa Guide, Nicolas Briançon, Natasha St-Pier et Mélanie Page. Des intervenants viennent également partager leur savoir-faire sur le plateau, notamment Simone Zanoni et Estelle Touzet.

## Audiences et diffusion
En France, l'émission est diffusée de façon événementielle, les mardis, depuis le 21 avril 2015.
| Émission | Date de diffusion       | Nombre de téléspectateurs | Part de marché  | Classement des audiences | Réf.   |
| Émission | Date de diffusion       | Nombre de téléspectateurs | (4 ans et plus) | Classement des audiences | Réf.   |
| -------- | ----------------------- | ------------------------- | --------------- | ------------------------ | ------ |
| 1        | Mardi 21 avril 2015     | 4 030 000                 | 17,5 %          | 2e                       | [ 7 ]  |
| 2        | Mardi 17 novembre 2015  | 3 830 000                 | 16,6 %          | 2e                       | [ 8 ]  |
| 3        | Mardi 1er mars 2016     | 3 260 000                 | 14,6 %          | 3e                       | [ 9 ]  |
| 4        | Mardi 27 septembre 2016 | 2 370 000                 | 11 %            | 4e                       | [ 10 ] |
| 5        | Mardi 13 décembre 2016  | 2 440 000                 | 11,3 %          | 4e                       | [ 11 ] |
| 6        | Mardi 28 février 2017   | 2 540 000                 | 11,6 %          | 4e                       | [ 12 ] |
| 7        | Mardi 28 mars 2017      | 2 540 000                 | 11,8 %          | 3e                       | [ 13 ] |
| 8        | Mardi 23 mai 2017       | 2 810 000                 | 12,9 %          | 2e                       | [ 14 ] |
| 9        | Mardi 20 juin 2017      | 2 170 000                 | 11,2 %          | 4e                       | [ 15 ] |
| 10       | Mardi 17 octobre 2017   | 2 020 000                 | 9,3 %           | 4e                       | [ 16 ] |
| 11       | Mardi 23 janvier 2018   | 2 220 000                 | 10,5 %          | 3e                       | [ 17 ] |
| 12       | Mardi 20 mars 2018      | 2 370 000                 | 11,2 %          | 3e                       | [ 18 ] |
| 13       | Mardi 29 mai 2018       | 982 000                   | 4,8 %           | 6e                       | [ 19 ] |
| 14       | Mardi 22 janvier 2019   | 3 080 000                 | 14,5 %          | 3e                       | [ 20 ] |
| 15       | Mardi 30 avril 2019     | 1 550 000                 | 7,7 %           | 3e                       | [ 21 ] |
| 16       | Mardi 28 mai 2019       | 1 920 000                 | 9,7 %           | 4e                       | [ 22 ] |
| 17       | Mardi 25 juin 2019      | 2 460 000                 | 13,7 %          | 2e                       | [ 23 ] |
| 18       | Mardi 8 octobre 2019    | 2 670 000                 | 13,3 %          | 3e                       | [ 24 ] |
| 19       | Mardi 9 juin 2020       | 2 980 000                 | 13,5 %          | 3e                       | [ 25 ] |
| 20       | Mardi 22 septembre 2020 | 1 810 000                 | 9,5 %           | 3e                       | [ 26 ] |
| 21       | Mardi 13 février 2024   | 1 280 000                 | 7,5 %           | 4e                       | [ 27 ] |

Légende :
- plus hauts scores d'audiences
- plus bas scores d'audiences